# My Name Is Tanino
Pour plus de détails, voir Fiche technique et Distribution.
My Name is Tanino est un film italo-canadien réalisé et écrit par Paolo Virzì, sorti en 2002. Interprété par Corrado Fortuna, il raconte le périple initiatique d'un jeune Sicilien à travers les États-Unis.

## Synopsis
Gaetano Mendolìa dit Tanino, jeune Sicilien de vingt ans, est né à Castelluzzo del Golfo, petite station balnéaire de la province de Trapani en Sicile. Mais il est aussi étudiant en cinéma à Rome et ambitionne de devenir réalisateur.
Au cours d'un été, il fait la connaissance de Sally, une jeune Américaine avec laquelle il a  une brève histoire. À la fin de l'été, Sally rentre à Seaport en oubliant son appareil photo. Sous prétexte de le lui rendre, mais aussi pour éviter le service militaire, Tanino part de nuit et sans prévenir personne pour les États-Unis.
Dès son arrivée Outre-Atlantique, il vit une série interminable d'aventures, tout d'abord avec les Li Causi, une famille italo-américaine certes amusante mais dont les affaires semblent louches. Puis il réussit à retrouver la très convenable famille WASP de Sally qu'il déconcerte par ses facéties et échappe au FBI en voyageant sur le toit d'un train pour finalement arriver à New York. Il y rencontre son réalisateur fétiche, Seymour Chinawsky, rival de Charles Bukowski, maintenant réduit à la pauvreté et qui meurt peu après lui avoir promis de tourner un film avec lui.
Tanino sort toujours vainqueur des tracas qui l'accablent grâce à son ingéniosité et ce long voyage, tant physique qu'intérieur, lui permet de trouver son identité et d'entrevoir son avenir.

## Fiche technique
- Titre : My Name is Tanino
- Réalisation : Paolo Virzì
- Scénario : Francesco Bruni, Francesco Piccolo et Paolo Virzì
- Direction musicale : Carlo Virzì
- Direction artistique : Ian Brock et Sonia Peng
- Photographie : Arnaldo Catinari
- Montage : Jacopo Quadri
- Production : Vittorio Cecchi Gori
- Sociétés de production : Cecchi Gori Group et Whizbang Films Inc.
- Langues originales : italien et anglais
- Pays d'origine : Italie
- Format : couleurs
- Genre : comédie
- Durée : 124 minutes (2 h 04)
- Date de sortie : 5 juillet 2002 (Mostra de Venise)

## Distribution
- Corrado Fortuna : Tanino
- Rachel McAdams : Sally Garfield
- Frank Crudele : Angelo Maria Li Causi
- Mary Long : Santa Li Causi
- Beau Starr : Omobono
- Jessica De Marco : Angelina
- Lori Hallier : Leslie Garfield
- Barry Flatman : Mr Garfield
- Licinia Lentini : Marinella
- Marina Orsini : Giuliana
- Ornella Giusto : Marinella enfant
- Danielle Bouffard : Jane Garfield
- Frank S. Alonzi : Rosario Li Causi gros
- Araxi Arslanian : grosse femme
- Genio Carbone : Rosario

## Production
Le long-métrage a été tourné en Sicile, à New York et à Toronto (Ontario). C'est le premier rôle au cinéma de Rachel McAdams et le premier film en langue italienne pour Marina Orsini. (Réf: Juste de la télé - ARTV-Janvier 2015)
- (it) Cet article est partiellement ou en totalité issu de l’article de Wikipédia en italien intitulé « My Name Is Tanino » (voir la liste des auteurs).